# Emma Previato
Emma Previato (Badia Polesine, 29 novembre 1952 – Boston, 29 giugno 2022) è stata una matematica italiana con cittadinanza statunitense, specializzata nello studio della geometria algebrica e delle equazioni differenziali alle derivate parziali.

## Carriera
Previato conseguì il dottorato all'Università di Harvard nel 1983 sotto la supervisione di David Mumford; è stata membro di facoltà presso l'Università di Boston. Ha fondato le sezioni della Mathematical Association of America e dell'Association for Women in Mathematics presso l'Università di Boston.

## Riconoscimenti
- (2013) Premio della Mathematical Association of America, sezione Northeastern, per il lavoro svolto come docente e mentore.[3]
- (2012) È diventata membro della American Mathematical Society.[4]

## Alcune pubblicazioni
- Adams, M. R.; Harnad, J.; Previato, E. Isospectral Hamiltonian flows in finite and infinite dimensions. I. Generalized Moser systems and moment maps into loop algebras. Comm. Math. Phys. 117 (1988), no. 3, 451–500.
- Previato, Emma. Hyperelliptic quasiperiodic and soliton solutions of the nonlinear Schrödinger equation. Duke Math. J. 52 (1985), no. 2, 329–377.
- Eilbeck, J. C.; Enolski, V. Z.; Matsutani, S.; Ônishi, Y.; Previato, E. Abelian functions for trigonal curves of genus three. Int. Math. Res. Not. IMRN 2008, no. 1, Art. ID rnm 140, 38 pp.